# Hadena nipana
Hadena nipana är en fjärilsart som beskrevs av Smith 1910. Hadena nipana ingår i släktet Hadena och familjen nattflyn. Inga underarter finns listade i Catalogue of Life.